# Robert Barbers (1944)
Robert Zabal "Bobby" Barbers (Surigao, 19 januari 1944 – Pasig, 25 december 2005) was een Filipijns politicus. 
Voor Barbers aan zijn politieke carrière begon was hij 27 jaar lang werkzaam bij de Filipijnse politie. In 1992 won Barbers zijn eerste termijn als lid van het Filipijnse Huis van Afgevaardigden namens het kiesdistrict van Surigao del Norte. Drie jaar later werd hij herkozen. Zijn tweede termijn was echter maar kortdurend, omdat hij door toenmalig president Fidel Ramos werd benoemd tot minister van binnenlandse zaken en lokaal bestuur. Bij de verkiezingen van 1998 werd Barbers gekozen in de Filipijnse Senaat. In 2004 eindigde Barbers op de 13e plek en miste zodoende net een herverkiezing als senator. Hij vocht de uitslag nog wel aan, maar zijn protest werd niet gegrond verklaard. Een jaar later overleed Barbers aan keelkanker.
Barbers was getrouwd met Virginia Smith. Samen kregen ze vier kinderen. Robert Ace Barbers is ook politicus en werd bij de verkiezingen van 2007 gekozen als gouverneur van Surigao del Norte. Robert Dean Barbers was directeur van het Philippine Tourism Authority en voormalig raadslid van Makati City. Robert Lyndon Barbers was gouverneur van Surigao del Norte en verloor in 2007 de verkiezingen voor een plek als afgevaardigde namens het 2e kiesdistrict van Surigao del Norte. Zijn enige dochter Mary Grace Barbers leidt het familiebedrijf op diverse locaties op Mindanao.
Termijn 1995 - 2001: Coseteng · Defensor-Santiago · Drilon · Enrile · Fernan · Flavier · Honasan · Magsaysay · Osmeña III · Roco · Tatad

Termijn 1998 - 2004: Aquino-Oreta · Barbers · Biazon · Cayetano · Guingona · Jaworski · Legarda · Ople · J.H. Osmeña · Pimentel · Revilla · Sotto III
Termijn 1998 - 2004: Aquino-Oreta · Barbers · Biazon · Cayetano · Jaworski · Honasan1 · Legarda · Ople · J.H. Osmeña · Pimentel · Revilla · Sotto III

Termijn 2001 - 2007: Angara · Arroyo · De Castro · Drilon · L. Estrada · Flavier · Lacson · Magsaysay · Osmeña III · Pangilinan · Recto · Villar

1: vanaf 2001 voor vacante zetel